# Bom Jesus do Tocantins (Tocantins)
Bom Jesus do Tocantins é um município brasileiro do estado do Tocantins. Localiza-se a uma latitude 08º57'54" sul e a uma longitude 48º09'59" oeste, estando a uma altitude de 204 metros. Sua população estimada em 2004 era de 2 251 habitantes.
Possui uma área de 1338,2 km².